# Guerra Anglo-Espanhola (1654–1660)

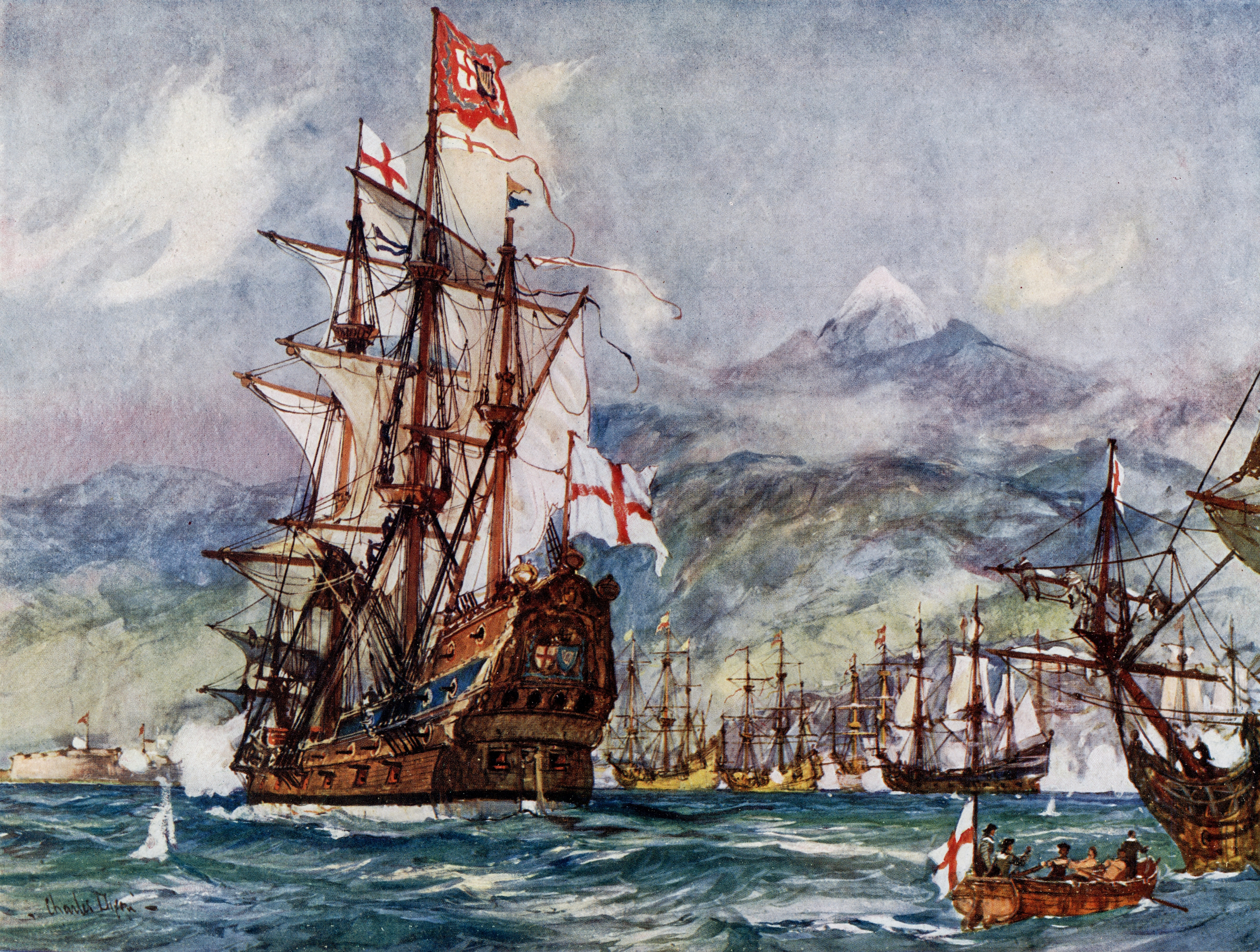
A Batalha de Santa Cruz de Tenerife (1657)

A Guerra Anglo-Espanhola foi um conflito entre o Protetorado Inglês sob Oliver Cromwell, e a Espanha, entre 1654 e 1660. Foi causada por rivalidade comercial. Cada lado atacou os interesses comerciais e coloniais do outro de várias maneiras, como corsários e expedições navais. Em 1655, uma expedição anfíbia inglesa invadiu o território espanhol no Caribe. Em 1657, a Inglaterra formou uma aliança com a França, fundindo a guerra anglo-espanhola com a maior guerra franco-espanhola, resultando em grandes ações de terra que ocorreram na Holanda espanhola.
Embora a guerra tenha terminado após a Restauração do Rei Carlos II da Inglaterra em 1660, as tensões no Caribe mantiveram o conflito intermitente por mais de dez anos. A guerra terminou oficialmente com dois tratados de paz assinados em Madri em 1667 e 1670.